# متیروزین
متیروزین (انگلیسی: Metirosine) یک داروی ضد فشار خون است. این دارو آنزیم تیروزین هیدروکسیلاز و بنابراین سنتز کاتکول‌آمین را مهار می‌کند که در نتیجه باعث کاهش سطح کاتکول‌آمین‌هایی همچون دوپامین، آدرنالین و نورآدرنالین در بدن می‌شود.
این دارو به عنوان یک داروی ژنریک در دسترس است.

## کاربرد بالینی
نشان داده شده‌است که متیروزین سنتز کاتکول‌آمین‌ها را سرکوب می‌کند و علائم مرتبط با کاتکول‌آمین اضافی، از جمله فشار خون بالا، سردرد، تاکی‌کاردی، یبوست و لرزش را کاهش می‌دهد. متیروزین در درجه نخست برای کاهش این علائم در بیماران مبتلا به فئوکروموسیتوم استفاده می‌شود. برای درمان فشار خون ضروری منع مصرف دارد.
متیروزین به عنوان یک درمان مؤثر برای نشانگان دی جرج هم به کار می‌رود.
متیروزین در پژوهش‌های علمی برای بررسی اثرات کاهش کاتکول آمین بر رفتار استفاده می‌شود. شواهدی وجود دارد که نشان می‌دهد کاهش کاتکول آمین باعث افزایش خواب‌آلودگی می‌شود که بارزتر از محرومیت از خواب است و این خستگی پس از قطع دارو باقی می‌ماند. خلق منفی نیز یک عارضه جانبی گزارش شده کاهش کاتکول‌آمین است، اگرچه این امر به‌طور مداوم کمتر از خواب آلودگی گزارش شده‌است.